# Arnold Künzli (Politiker)

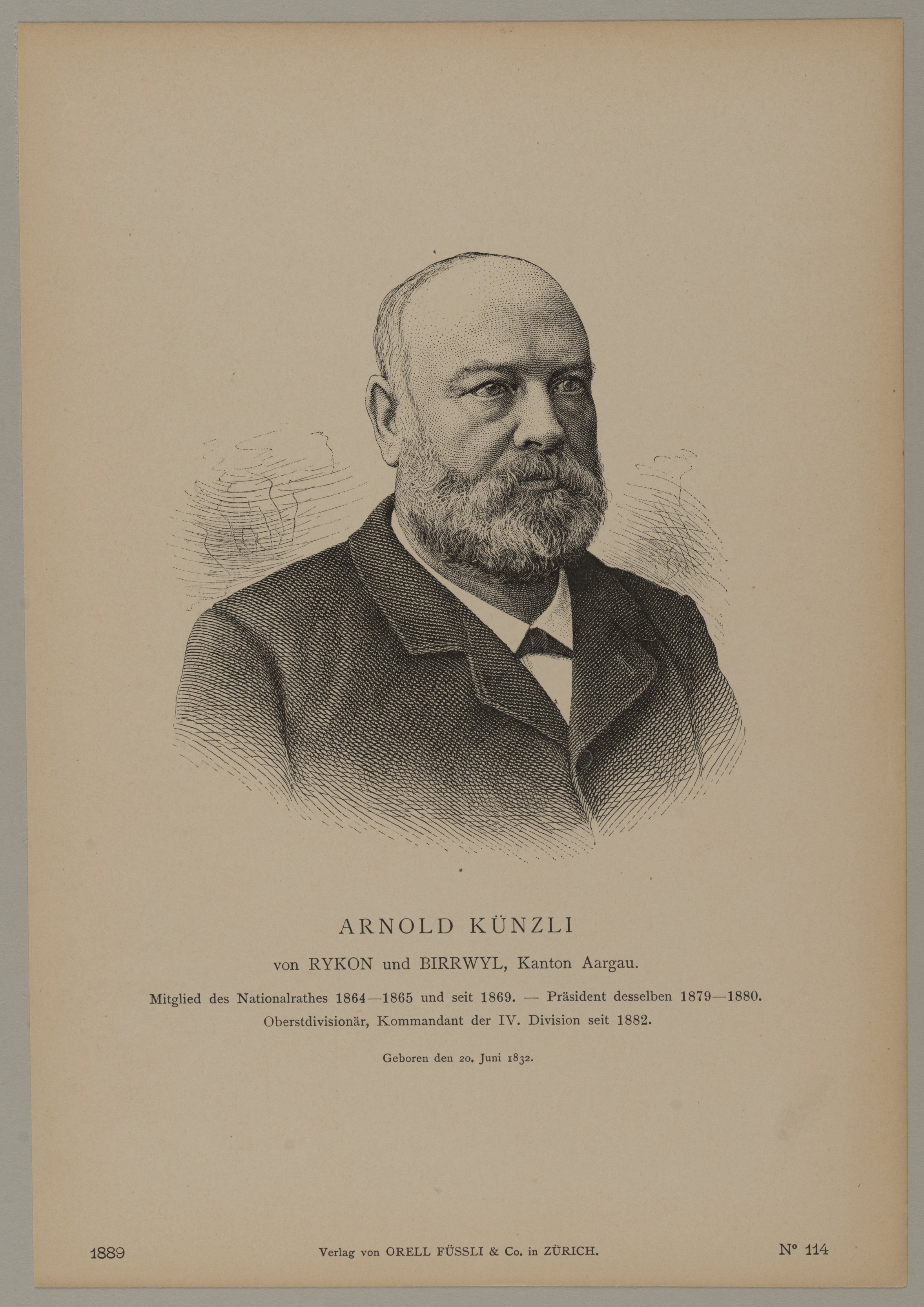
Arnold Künzli (1889)

Arnold Künzli (* 20. Juni 1832 in Riken (heute Murgenthal); † 9. November 1908 ebenda; heimatberechtigt in Riken) war ein Schweizer Politiker (FDP), Industrieller und Offizier. 1864/65 und von 1869 bis zu seinem Tod war er Nationalrat, von 1868 bis 1873 Regierungsrat des Kantons Aargau.

## Biografie
Künzli erhielt seine Grundschulbildung in Riken und absolvierte die Kantonsschule in Aarau. Nach einer kaufmännischen Lehre in Genf war er zunächst als Kaufmann in Lugano tätig und stieg 1858 zusammen mit seinem Schwager Johann Friedrich Gugelmann ins väterliche Textilhandelsgeschäft ein. Daraus entstand 1868 die Buntweberei Künzli & Gugelmann. Im Militär stieg Künzli bis zum Rang eines Obersten auf; als solcher kommandierte er ab 1875 die 12. Infanteriebrigade, ab 1882 die 4. Division und schliesslich von 1894 bis 1902 das 4. Armeekorps.
Seine politische Karriere begann Künzli als Gemeindeammann von Riken. 1858 wurde er in den Grossen Rat gewählt, dem er bis 1862, danach von 1864 bis 1868 und schliesslich ununterbrochen ab 1873 angehörte. In den Jahren 1876/77, 1890/91 und 1903/04 amtierte er als Grossratspräsident. 1864 erfolgte die erstmalige Wahl in den Nationalrat, er trat jedoch im darauf folgenden Jahr wieder zurück. Der Grosse Rat wählte Künzli 1868 in die Kantonsregierung, woraufhin er fünf Jahre lang dem Baudepartement vorstand. Neben dem Bau verschiedener Brücken und der Krankenanstalt Königsfelden war seine Amtszeit insbesondere von der Planung und der Realisierung verschiedener Eisenbahnprojekte geprägt (Bözbergbahn, Aargauische Südbahn, Nationalbahn). 1884/85 war er Präsident des Aargauer Verfassungsrates.
Nach den Parlamentswahlen 1869 gehörte Künzli erneut dem Nationalrat an und präsidierte diesen in den Jahren 1879/80. Seine Hauptinteressen im Parlament galten der Eisenbahn- und Finanzpolitik, den Beziehungen zum Ausland, dem Budget sowie dem Fabrik- und Haftpflichtgesetz. Bei der Totalrevision der Bundesverfassung 1874 wirkte er ebenfalls mit. 1890/91 wurde er als eidgenössischer Kommissär in den Kanton Tessin entsandt, um dort die gewalttätigen Auseinandersetzungen zwischen Liberalen und Konservativen (Tessiner Putsch) zu schlichten. Ausserdem vertrat er die Schweiz mehrmals bei Handels- und Zollverhandlungen sowie bei der Haager Friedenskonferenz 1899.
Neben der Führung seines Unternehmens nahm Künzli im wirtschaftlichen Bereich weitere Aufgaben wahr. Von 1868 bis 1877 wirkte er im Bankrat der Bank in Zofingen, von 1873 bis 1908 als Verwaltungsrat der Aargauischen Kreditanstalt (ab 1894 als Präsident). Weitere Verwaltungsratsmandate waren: 1868/69 Schweizerische Centralbahn, 1890–1892 Jura-Simplon-Bahn, 1902–1908 Schweizerische Bundesbahnen und 1895–1908 Elektrizitätswerke Olten-Aarburg (eine der Ursprungsgesellschaften der Atel).
Künzli war Ehrenbürger von Aarau, Aarburg, Birrwil und Zofingen.